# L'Aħwa
L'Aħwa ist eine maltesische Gesangsgruppe, die aus sieben Geschwistern besteht und im März 2014 gegründet wurde.

## Geschichte
L'Aħwa besteht aus den sieben Geschwistern Dorothy, Samaria, Gianluca, Paul, Joseph, Vincienne und Francesca Bezzina. Die Gruppe wurde im März 2014 gegründet, um ein Konzert für ihren verstorbenen Großvater Gaetano Buttigieg, der die maltesische Musikszene in den 1950er und 1960er Jahren geprägt hat, zu geben. Sie nahmen am Konzert Kelma Kelma u Nota Nota, ein Teil des Malta Arts Festival, teil, welches vom Ministerium für Kultur und dessen Ministerin, Marie-Louise Coleiro, unterstützt wurde.
Dorothy Bezzina gab als Solokünstlerin verschiedene Konzerte sowohl in Malta, als auch auf internationaler Ebene und hatte Auftritte mit dem Malta Philharmonic Orchestra. Zudem nahm sie an mehreren Ausgaben von Malta Eurovision Song Contest, dem maltesischen Vorentscheid für den Eurovision Song Contest, teil. Noch heute bekommt Dorothy Unterricht von der Pianistin Rosetta DeBattista und der Sopranistin Miriam Cauchi. Ihre Schwester Samaria Bezzina ist eine Hip-Hop-Tänzerin und Teil der Tanzgruppe Southville Crew, welche nationale und internationale Auftritte gibt, zudem tanzt sie in verschiedenen maltesischen Theatern. 2013 war Samaria Begleitsängerin ihres Bruders Gianluca beim Eurovision Song Contest in Malmö, Schweden.
Gianluca Bezzina vertrat Malta beim Eurovision Song Contest 2013 in Schweden, wo er mit dem Lied Tomorrow den achten Platz erreichte. Außerdem war der Sänger als Best Solo Act und das Lied Tomorrow als Best Music Video bei den Malta Music Awards 2013 nominiert. Paul und Joseph Bezzina sind Gitarristen, wobei Joseph zudem noch Schlagzeug spielt. Die beiden geben Konzerte in ganz Malta und waren Teil von Gianlucas Musikvideo für das Lied Picture. Vincienne und Francesca sind Pianistinnen. Francesca spielt ebenfalls Gitarre und erlernt das Cellospielen an der Johann Strauss School of Music.
2014 nahmen sie mit dem Lied Beautiful to Me am Malta Eurovision Song Contest teil und wurden einer der zwanzig Halbfinalisten. Das Halbfinale fand am 21. November 2014 statt; das Finale, in dem sie den 13. Platz belegten, fand einen Tag später, am 22. November, statt.

## Diskografie
- 2014: Ho Hey
- 2014: Beautiful to Me